# Edoardo Sanguineti

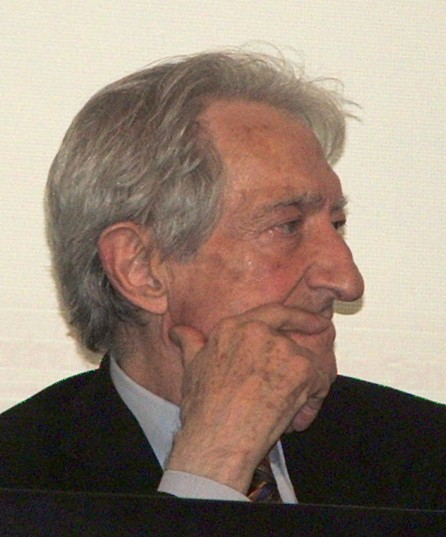
Edoardo Sanguineti (2006)

Edoardo Sanguineti (* 9. Dezember 1930 in Genua, Italien; † 18. Mai 2010 ebenda) war ein italienischer Schriftsteller, Dichter, Kritiker und Übersetzer. Er war Vertreter der italienischen Neoavanguardia und Mitglied des Gruppo 63.

## Leben
Sanguineti war ein Kenner des Sprachuniversums Dantes. Auch in der klassischen deutschsprachigen Literatur, besonders im Werk Bert Brechts kannte er sich gut aus. Die ästhetischen Texte im Umkreis der Frankfurter Schule waren ihm zeitlebens wichtig. Einem seiner Gedichtbände gab er den deutschen Titel Wirrwarr. Der öffentliche polemische Austausch zwischen ihm und Pier Paolo Pasolini über die Aufgaben der Literatur ist für Literaturwissenschaftler heute noch lesenswert.
Von 1979 bis 1983 war Sanguineti für die KPI Mitglied der Camera dei deputati. 2007 kandidierte er für das Bürgermeisteramt von Genua, siegte aber nicht. Texte von Sanguineti wurden vertont von Fausto Razzi, Fernando Mencherini sowie Luciano Berio.